# Acid trance
Acid trance je hudební styl, který vychází z klasického trancu, Goa trance: má 4/4 rytmus, ale bývá podstatně tvrdší s ráznějším beatem. Nejznámějším představitelem tohoto hudebního stylu je Kai Tracid, německý DJ a producent.

## Hudební styl
Acid trance vznikl spojením klasického trancu a hudebního stylu acid. Jedná se o elektronickou produkovanou hudbu, která vznikla koncem 90. let 20. století. Vynálezce tohoto stylu Kai Tracid vydal 3 alba a přibližně desítku singlů. Tento hudební styl, ač je stále oblíben, již není tak populární, jako v době svého vzniku, kdy na známé DJe hrající tento styl chodily běžně tisíce diváků.